# 7319 Katterfeld
7319 Katterfeld (1976 SA6) là một tiểu hành tinh vành đai chính được phát hiện ngày 24 tháng 9 năm 1976 bởi N. S. Chernykh ở Nauchnyj.